# واسیلی لبدف-کوماچ
واسیلی ایوانوویچ لبدف-کوماچ (روسی: Василий Иванович Лебедев-Кумач)؛ ۵ اوت [سبک قدیمی: ۲۴ ژوئیه] ۱۸۹۸ – ۲۰ فوریهٔ ۱۹۴۹) شاعر، نویسنده و ترانه‌سرای اهل اتحاد جماهیر شوروی بود.
وی فرزند یک کفاش بود. واسیلی دانش‌آموختهٔ دانشگاه دولتی مسکو بود و بابت آثارش برندهٔ نشان‌ها و جوایز مختلفی همچون مدال دفاع از مسکو و مدال استالین شده‌است.